# Зоряні війни: Повстанці
«Зоряні Війни: Повстанці» (англ. Star Wars Rebels) —  це американський 3D CGI анімаційний серіал від компанії Lucasfilm Animation. Дія серіалу розгортається за п'ять років до оригінальної трилогії «Зоряних війн», в період між фільмами «Зоряні війни. Епізод III: Помста ситхів» і «Зоряні війни. Епізод IV: Нова надія».
Прем'єра 44-хвилинного фільму, «Іскра повстання», відбулася 3 жовтня 2014 року на каналі Disney Channel, прем'єра серій відбулась 13 жовтня на каналі Disney XD. Перший сезон складається з 16 епізодів (реалізовано як 4 короткі епізоди, фільм, та 13 звичайних епізодів). Другий сезон складається з 22 епізодів, прем'єра яких була 20 червня 2015. Прем'єра третього 22-серійного сезону відбулась 24 вересня 2016 року. Четвертий сезон з 15-и епізодів стартував 16 жовтня 2017 року й завершив серіал 5 березня 2018 року. Українською мультсеріал дубльовано студією Le Doyen за замовлення телеканалу ПлюсПлюс.

## Сюжет

### Перший сезон
Минуло 15 років від встановлення Галактичної Імперії, влада якої простягається на майже всю галактику. На планеті Зовнішнього Кільця під назвою Лотал підліток Езра Бріджер виживає завдяки вуличним крадіжкам. Його батьки за незгоду з політикою Імперії були депортовані з планети, і свавілля Імперії продовжується в грабунках беззахисних жителів. Одного дня Езра стає свідком нападу групи осіб, які викрадають в імперців вантаж бластерів. Він об'єднує зусилля з незнайомцями, котрі виявляються екіпажем корабля «Привид». З-поміж них: капітан Кенан Джарус, вулична хуліганка Сабіна, пілот-твілек Гера Сендулла, солдат-ласат Зеб Ореліус і дроїд Чопер. Вони виявляються повстанцями, що допомагають тим, хто потерпає від Імперії. В каюті Кенана Езра знаходить світловий меч і голокрон, з чого розуміє, що капітан — вцілілий джедай, чий орден у минулому захищав галактику. Езрі вдається активувати голокрон з посланням від Обі-Вана. Кенан, побачивши це, вирішує навчити підлітка користуватися Силою і зробити джедаєм. Повстанці з боєм визволяють полонених вукі, після чого Езра вважає, що таке життя не для нього. Але повернувшись на Лотал, населення якого страждає під гнітом Імперії, він вирішує приєднатися до повстанців.
Екіпаж «Привида» викрадає зброю, котрою були винищені ласати, і випадково забирає дроїдів сенатора Бейла Орґани C-3PO і R2-D2. Езра рятує засліпленого жагою помсти Зеба, і той змінює на краще свою думку про хлопчиська. Бейл повертає дроїдів, від яких дізнається про дії повстанців. Езра рятує друга своїх батьків Морада Сумара, від якого дізнається, що батьки можливо досі живі й перебувають десь у в'язниці.
Кенан навчає Езру користуватися Силою, проте сумнівається у власних здібностях. Капітана гнітить, що він покинув свого вчителя під час винищення джедаїв армією клонів, але з новин довідується, що жива Лумінара Унділі. Кенан вирішує визволити її та віддати Езру на навчання. В ході рятувальної операції викривається, що Лумніара давно мертва і це була пастка для виманювання вцілілих джедаїв. Кенан погоджується передати Езрі все, що знає сам.
Аби дізнатися таємні коди Імперії, Езра під виглядом кадета проникає до імперської академії. Його впізнає Допитувач, який полює на вцілілих джедаїв і повстанців, і починає переслідування. «Привид» повертається на Лотал, звідки надходить сигнал від Цібо, котрий знав батьків Езри. Від нього Езра довідується, що батьки були повстанцями й вели підпільні передачі. Зеб програє Чопера торгівцеві Лендо Каллрісіану, аби повернути дроїда екіпажу доводиться здійснити вилазку в лігво кримінального авторитета Азморігана. Побачивши, що його обдурили, Азморіган планує помсту.
Повстанці отримують передачі сенатора Галла Трейвіса, котрий закликає до бунту проти Імперії. Коли вони зустрічаються, виявляється, що Галл працює на Імперію, допомагаючи виявляти неблагонадійних. Повстанці мусять тікати, та Езра задумує зробити справжню передачу. Разом з друзями він проникає до центру зв'язку, звідки встигає надіслати заклик приєднуватись до повстання. На це повідомлення відгукується Бейл Орґана, що фінансує повстанців в інших регіонах галактики, та колишня джедайка Асока Тано.

### Другий сезон
Екіпаж «Привида» приєднується до флоту Повстанців, виконуючи для них різні завдання. Дарт Вейдер починає розслідування з метою виявити лідерів Повстанців. Команда дізнається координати, за якими знаходить трьох бунтівних солдатів-клонів: капітана Рекса, Вулффа і Грегора. Клони розповідають, що їхні побратими мали чипи, котрі змусили клонів убити джедаїв. Попри взаємну недовіру, повстанці з «Привида» та клони об'єднуються. Рекс передає дані з координатами місцями, де Повстанці могли б облаштувати постійну базу. Повстанців переслідують інквізитори Сьома Сестра і П'ятий Брат. В пошуках ефективної зброї екіпаж «Привида» виявляє планету, на якій винахідник Каррі створив новий корабель. З його допомогою вдається пробити блокаду однієї з планет і врятувати її жителів.
Імперія випробовує крейсер, обладнаний зброєю, здатною витягувати ворожі кораблі з гіперпростору. «Привид» атакує цей прототип, в ході бою на борту Кенан стикається з Допитувачем. Корабель врешті вибухає, а Допитувач гине, перед цим обіцяючи, що на його місце прийдуть інші. Повстанці виявляють, що Імперія викрадає дітей, здібних до Сили. Команда Кенан визволяє дітей, але про їхню подальшу мету — планету Гарел, дізнається Сьома Сестра.
Видіння Езри вказують, де востаннє перебували його батьки. Повстанці натрапляють на їхнього соратника, котрий розповідає, що батьки Езри здійняли у в'язниці бунт, проте загинули, забезпечуючи втечу іншим. Невдовзі Бейл Орґана розповідає, що підтримує Повстанців, передаючи їм під виглядом викрадення кораблі. В одній з таких операцій бере участь команда «Привида» з допомогою принцеси Леї Орґани. Повстанці сподіваються на допомогу від мандалорців, від яких завдяки Сабін отримують дозвіл на прольоти крізь їхні володіння.
Зеб дізнається, що не всі ласати були винищені. Троє вцілілих стверджують, що саме Зеб знайде для них новий дім, і хоча той не вірить, але зрештою погоджується допомогти. Завдяки йому вдається відшукати таємний шлях до планети Ліра Сан, де знайшли прихисток інші ласати. Розслідуючи злочини гірничої гільдії, герої рятують космічних тварин пурргілів. Повстанці планують захопити імперський авіаносець, який перебуває на орбіті планети Рілот. Виявляється, що батько Гери, Чам Сіндулла, — це лідер тамтешніх повстанців, який задумав навпаки знищити авіаносець. Гера переконує батька зберегти корабель, а той вибачає доньці, що вона покинула його. Під час польоту до планети Геонозис, де будується якась величезна зброя («Зірка Смерті»), Зеб в результаті аварії опиняється на супутнику планети разом з імперським агентом Каллусом, який давно переслідує повстанців. Об'єднавши зусилля, вони взаємно переконуються, що в обох протиборчих таборах є благочесні особи.
Кенан та Езра, слідуючи за видінням, виявляють на Лоталі храм джедаїв, де кожен отримує пророцтва. Кенан чує попередження, що Езра паде на Темний бік Сили, якщо продовжить битися з імперцями. Езра ж зустрічається з духом Йоди, котрий підказує знайти Малакор аби захистити невинних від свавілля Імперії. Інквізитори та Дарт Вейдер довідуються про це та вирушають слідом за «Привидом».
Повстанці нарешті виявляють планету, де можуть заснувати базу — Атоллон. Однак, вона виявляється населена велетенськими павуками. «Привид» відлітає на Малакор, де знаходиться стародавній храм ситхів. Езра губиться та зустрічає самітника, котрий підказує, що за брамою храму, котру повинні відкрити двоє, знаходить зброя проти Імперії. Вони об'єднуються аби пройти вглиб храму. Самітник розкриває своє справжнє ім'я — Мол, колишній ситх, який прагне помститись своїм кривдникам. Мол вчить Езру черпати силу від гніву, схиляючи підлітка на Темний бік. Інквізитори та Дарт Вейдер прибувають на Малакор, тим часом як Езрі вдається відкрити голокрон ситхів. Храм починає трансформуватися, перетворюючись на бойову станцію. Езра усвідомлює, що це несе загибель всьому живому, та забирає голокрон, аби ним не скористався Мол. Прибула на допомогу Асока стикається з Дартом Вейдером, який виявляється її колишнім вчителем Енакіном Скайвокером. В бою з Дартом Кенан втрачає зір, Асока лишається прикривати друзів і імовірно гине від рук Вейдера. Озлоблений на Імперію, Езра відлітає з рештою команди, сповнений рішучості помститись.

### Третій сезон
Минуло шість місяців, Езра переконаний, що знання ситхів є тим порятунком, який пророкував Йода. Команда «Привида» визволяє контрабандиста Хондо Онаку, котрий забезпечує Повстанців винищувачами, та Езра при цьому демонструє тривожні здібності. Кенан забирає в Езри голокрон ситхів і в спробі сховати його знаходить істоту Бенду, що сповідує баланс між Світлим і Темним боком. Бенду бере голокрон на зберігання та навчає Кенана бачити без очей. Незабаром Мол захоплює «Привид», вимагаючи віддати йому голокрон. Він розповідає, що коли об'єднати голокрони ситхів і джедаїв, то можна отримати відповідь на будь-яке питання. Езра повертає артефакт і голокрони об'єднуються. Езра запитує як знищити Імперію та отримує видіння якоїсь планети; Мол же шукає когось, кому прагне помститись. Втручається Кенан і знищує голокрони, після чого переконує учня, що не знання ситхів є порятунком, а те, що знаходиться на таємничій планеті.
Повстанці втрачають багатьох пілотів і організовують втечу імперських кадетів до своїх лав. У цьому допомагає агент Фалкрам, яким виявляється Каллус. Сабіна проникає до льотної академії та забирає кадетів. Для виявлення Повстанців Імперія посилає адмірала Трауна. Він окуповує Рілот, Гера підриває тамтешню імперську адміністрацію, проте адмірал називає це частиною свого плану. На одній з планет виявляються дроїди з часів Воєн Клонів, які оцінюють успіх Повстанців у лише 1 %. Екіпаж «Привида» це, однак, не лякає.
До Повстанців приєднуються все нові сили. Команда «Привида» відвідує завод, працівники якого саботують виробництво імперської техніки. До розслідування залучається Траун, але дає повстанцям втекти аби вслідкувати їхні основні сили. Езра отримує видіння від Мола, що приводить до їхньої чергової зустрічі. Мол розповідає, що знання з голокронів розділились між Молом та Езрою. Аби дізнатись розташування Обі-Вана, підліток погоджується вирушити з Молом на Датомір для виконання ритуалу об'єднання. Там обоє стикаються з духами датомірських відьом, Сабіна прибуває на допомогу і знаходить легендарний чорний меч, який належав мандалорцям. Мол тікає, а Езра розуміє, що обоє шукають ту саму особу — Обі-Вана Кенобі.
На планеті Геонозис зникає загін Со Геррери, що розслідував таємницю зникнення населення. Повстанці знаходять його у підземних тунелях і виявляють можливо останнього геонозійця Клік-Клака, що зберігає яйце королеви після того, як Імперія винищила всіх на планеті отруйним газом. Езра переконує Герреру дати геонозійцям другий шанс і Клік-Клак вирушає в місце, де зможе народитись нова королева. Траун посилає на багато планет замаскованих дроїдів-розвідників, один з яких приземляється на Атоллон, де Повстанці організували базу. Зеб із Чоппером вигадують як відправити розвідника назад, не видавши себе, і програмують його на вибух. Утім, це допомагає Трауну звузити поле пошуків.
Кенан переконує Сабіну очолити мандалорців з допомогою чорного меча та приєднатися до Повстанців. Сабіна вчиться користуватися цією зброєю і вирушає до матері, котра вагається між вірністю Імперії та материнськими почуттями. Між кланами мандалорців спалахує ворожнеча і Сабіна вирішує, що в боротьбі ще з'явиться герой, гідний володіти чорним мечем. Езра під виглядом контрабандиста здається в полон аби забрати в ряди Повстанців Каллуса. Траун намагається з'ясувати хто є агентом Повстанців і коли Каллус вже впевнений, що відвів підозри, з'ясовується, що Траун викрив його, проте планує використати.
Сенаторка Мон Мотма покидає Імперію та проголошує об'єднання відокремлених груп Повстанців у єдину силу — Альянс Повстанців. З усіх куточків галактики прилітають кораблі, що формують великий флот. Імперці, однак, зламують Чопера аби виявити базу Повстанців. Гері вдається відновити дроїда і не дати довідатись координати Атоллона.
Езра впізнає планету Татуїн, де знаходиться Обі-Ван і вирушає на його пошуки. Переслідуваний видіннями Мола, він все ж дістається до Обі-Вана. Той каже, що не приєднається до Повстанців, бо вони вже мають все необхідне. Єдине, що знадобиться в майбутньому — це Обраний. Прибуває Мол аби звершити свою помсту, але гине від меча Обі-Вана. Езра відлітає на кораблі Мола, а Обі-Ван впізнає Обраного в Люкові Скайвокері.
Флот Альянсу Повстанців вирушає на бій біля Лотала, та Траун готує там пастку. Каллус намагається попередити про це, проте опиняється в полоні, а Траун дізнається про базу на Атоллоні. Планету оточує флот Імперії з крейсерами-загороджувачами, що не дають покинути Атоллон. Командер Сато ціною свого життя знищує один крейсер, даючи Езрі нагоду вирватися та полетіти за допомогою. Кенан звертається за підтримкою до Бенду, але той воліє не втручатися. Езра кличе на порятунок Сабіну, з котрою знищує другий загороджувач. Бенду втручається і відвертає імперські сили, поки Повстанці покидають Атоллон. Каллусу тим часом вдається втекти й він приєднується до екіпажу «Привида». Траун вирушає на поверхню планети вбити Бенду, котрий застерігає, що Трауна чекає поразка, і зникає. Флот Повстанців збирається біля планети Явін IV, де Сабіна обіцяє допомогу від мандалорців. Езра відчуває, що перемога вже близько, але її не досягнути без боротьби.

### Четвертий сезон
Сабіна, Кенан та Езра прибувають на Мандалор визволити батька Сабіни. До повстанців приєднується Бо-Катан — сестра вбитої герцогині Сатин, якій Сабіна бажає передати чорний меч. Імперці застосовують зброю, що діє на мандалорську броню, але Сабіна знищує її та передає меч Бо-Катан, яка об'єднує клани. Со Геррера виходить на слід якоїсь зброї, що будується Імперією, але екіпаж «Привида», рятуючи полонених, втрачає нагоду дізнатися що це.
Імперія розробляє нові винищувачі, виробництво яких на Лоталі Повстанці намагаються саботувати. До планети вирушає ворожий флот, але Езра знаходить підземне місто, збудоване в давнину джедаями, де населення Лоталу ховається від нападу. Їм вдається послати сигнал, який ловить Гера, що вирушила знищити завод, і Повстанці узгоджують свої дії аби напасти з двох боків. Гера опиняється в руках губернаторки Прайс, Езра, Кенан і Сабіна визволяють її до того, як подіє сироватка правди. Під час втечі вибухає сховище палива для винищувачів, Кенан захищає друзів від вибуху, але сам гине.
Прайс сподівається приховати свій провал і влаштовує парад перемоги. Слідуючи за лотальськими вовками, чутливими до Сили, Езра знаходить інформацію, викрадену імперцями з храму джедаїв, і повертає її. Команда вирушає до храму, який розкопує шахтарська гільдія. В храмі з'ясовується, що Імператор прагне дізнатися тут таємницю руйнування межі між життям і смертю. В храмі відкривається портал, потрапивши в який, Езра подорожує в часі та рятує Асоку. Слідом він намагається врятувати Кенана, та Асока зупиняє Езру, пояснивши, що інакше всі, кого він врятував, загинуть. Імператор намагається увійти в портал, тоді Езра запечатує його, що руйнує храм.
Повстанці збирають звідусіль союзників і визволяють столицю Лоталу. Прибуває адмірал Траун, погрожуючи бомбардувати столицю. Езра вирішує здатися аби дати друзям час ввімкнути силові щити. На зв'язок з Езрою виходить Імператор, обіцяючи воскресити його батьків у обмін на відречення від Повстанців. Той відмовляється, сказавши, що не забуде батьків, а його теперішня родина — Повстанці, і тікає з полону Трауна. Коли Адмірал починає бомбардування, вмикаються щити, а на підмогу прилітає рій раніше врятованих істот пурргілів. Імперський флот гине в битві, Езра командує пургіллами, щоб вони забрали флагман Трауна якомога далі, і губиться разом з ним у гіперпросторі. Наземні сили Імперії на чолі з Прайс тікають, та їх збиває Сабіна в помсту за свій народ. Лотал святкує звільнення, готовий відбити наступні напади.
Гера та Рекс вирушають на битву при Ендорі. Зеб приєднується до свого народу. В Гери, котра й надалі пілотує «Привид», від Кенана народжується син Джейсон. Сабіна обороняє Лотал і створює графіті на честь команди «Привида». Після падіння Імперії до Сабіни прилітає Асока і вони вирушають на пошуки Езри.

## Основні персонажі
| Персонаж                                       | Оригінальний дубляж    | Український дубляж  |
| ---------------------------------------------- | ---------------------- | ------------------- |
| Гера Сендулла                                  | Ванесса Маршалл        | Юлія Шаповал        |
| Кенан Джарус                                   | Фредді Принц-молодший  | Роман Чорний        |
| Зеб Ореліус                                    | Стів Блюм              | Сергій Солопай      |
| Езра Бріджер                                   | Тейлор Грей            | Михайло Федорченко  |
| Сабіна Врен                                    | Тія Сіркар             | Антоніна Хижняк     |
| Агент Каллус                                   | Девід Ойелоуо          | Володимир Паляниця  |
| Сікатро Візаґо                                 | Кіт Шарабайка          | Михайло Кукуюк      |
| Дарт Вейдер                                    | Джеймс Ерл Джонс       | Кирило Нікітенко    |
| Ареско                                         |                        | Дмитро Вікулов      |
| Допитувач                                      | Джейсон Айзекс         | Андрій Мостренко    |
| Старий                                         |                        | Володимир Жогло     |
| Асока Тано                                     | Ешлі Екштейн           | Катерина Качан      |
| Гранд Адмірал Траун                            | Ларс Міккельсен        | Олександр Шевчук    |
| Губернатор Прайс                               | Мері Елізабет Макглінн | Олена Узлюк         |
| Дарт Сідіус (Імператор Палпатін)               | Єн Макдермід           | Владислав Пупков    |
| П'ятий брат                                    | Філіп Ентоні-Родрігес  | Борис Георгієвський |
| Сьома сестра, Міністр Макет Туа                | Сара Мішель Ґера       | Людмила Ардельян    |
| Дарт Мол                                       | Сем Вітвер             | Олександр Ігнатуша  |
| Капітан Рекс, Командор Вольф, Командор Ґреґорі | Ді Бредлі Бейкер       | Володимир Кокотунов |
| Бенду                                          | Том Бейкер             | Михайло Кришталь    |
| AP-5                                           | Стефен Стентон         | В'ячеслав Дудко     |
| Гранд Моф Таркін                               |                        | Олег Лепенець       |
| Со Ґерера                                      | Форест Вітакер         | Сергій Кияшко       |
| Восьмий брат                                   | Роббі Деймонд          | Юрій Сосков         |
| Ґар Саксон                                     | Рей Стівенсон          | Анатолій Богуш      |
| Трістен Врен                                   |                        | Валентин Музичко    |
| Бейл Органа                                    | Філ Ламарр             | Микола Боклан       |
| Обі-ван Кенобі                                 | Джеймс Арнольд Тейлор  | Андрій Твердак      |
| Енакін Скайвокер                               | Метт Лантер            | Денис Толяренко     |
| Ведж Антіллес                                  | Нейтан Кресс           | Андрій Соболєв      |
| Урса Врен                                      | Шарміла Девар          | Олена Бліннікова    |
| Командор Сато                                  | Кіон Янґ               | Ігор Волков         |
| Фен Рау                                        | Кевін Маккід           | Роман Семисал       |

## Сезони
| Сезон  | Епізоди | Епізоди | Оригінальний показ | Оригінальний показ |
| Сезон  | Епізоди | Епізоди | Перший показ       | Останній показ     |
| ------ | ------- | ------- | ------------------ | ------------------ |
| Shorts | 4       | 4       | 11 серпня 2014     | 1 вересня 2014     |
| 1      | 15      | 15      | 3 жовтня 2014      | 2 березня 2015     |
| 2      | 22      | 22      | 20 червня 2015     | 30 березня 2016    |
| 3      | 22      | 22      | 24 вересня 2016    | 25 березня 2017    |
| 4      | 16      | 16      | 16 жовтня 2017     | 5 березня 2018     |

## Супутня продукція
- «Зоряні війни: Новий світанок» (англ. Star Wars: A New Dawn) — роман Джона Джексона Міллера, виданий в 2014 році. Події розгортаються за шість років до початку подій серіалу, описуючи першу зустріч і пригоди Кенана з Герою.[10]
- «Кенан: Останній падаван» (англ. Kanan - The Last Padawan) — серія коміксів 2015—2016 років, видана Marvel Comics. Слугує передісторією до серіалу, зображаючи пригоди Кенана Джаруса після Наказу 66.[11]

## Додаткові посилання
- Офіційний сайт
- Star Wars Rebels at starwars.com
- Star Wars Rebels на сайті IMDb (англ.) (англ.)
- DK Publishing for Star Wars Rebels
- Star Wars Rebels on Wookieepedia